# Tarnowieczanka

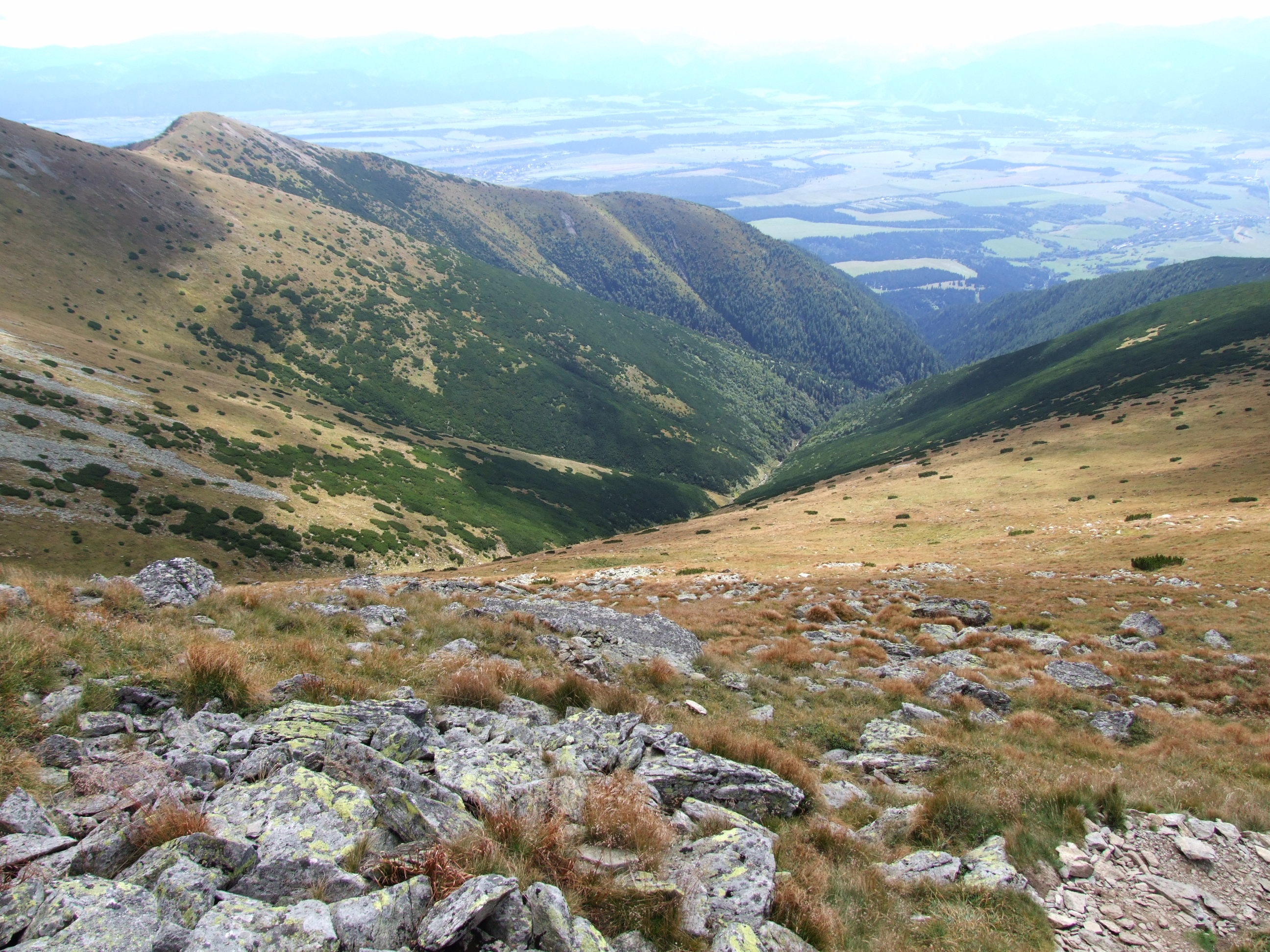
Dolina Tarnowiecka, widok z Barańca

Tarnowieczanka lub Tarnowiec (słow. Trnovečanka, Trnovčianka, Trnovec) – potok spływający Doliną Tarnowiecką w słowackich Tatrach Zachodnich. Ma źródła na południowych stokach Barańca, na wysokości około 1950 m. Spływa w południowym kierunku dnem Doliny Tarnowieckiej. W miejscowości Jakubowiany opuszcza Tatry, płynie na południowy zachód przez Kotlinę Liptowską (miejscowości Jakubowiany i Liptovský Ondrej). W miejscowości Beňadiková uchodzi do Wagu jako jego prawy dopływ.
Całkowita długość Tarnowieczanki wynosi około 14,4 km. W obrębie Tatr tworzy dwa wodospady: Wyżni Kotlik (położony na wysokości ok. 1150 m) i Niżni Kotlik (ok. 1050 m). Głównymi dopływami są Koński Potok i Klinówka (obydwa powstają w Tatrach) oraz powstający już na Kotlinie Liptowskiej potok Klokôtka.